# Modern Városok Program
A Modern Városok Program Magyarország megyei jogú városainak nagyszabású fejlesztése.

## Története
Orbán Viktor, Magyarország miniszterelnöke, 2015 elején jelentette be a programot, ennek keretében ellátogatott a 23 megyei jogú városba. A látogatások 2015 elejétől 2017 közepéig történtek meg. 2017. október 2-ától Áder János, Magyarország köztársasági elnöke, Orbán Viktor miniszterelnök javaslatára Kósa Lajost a megyei jogú városok fejlesztéséért felelős tárca nélküli miniszternek nevezte ki. Megbízatása a negyedik Orbán-kormány megalakulásáig tartott.
A Modern Városok Program több mint 250 projektet tartalmaz mintegy 3500 milliárd forint értékben. A fejlesztések részben hazai, részben európai uniós forrásból valósulnak meg. A fejlesztési projekt 2022-ig tart.
A Modern Városok Program keretében tervezett és megvalósult fejlesztések városok szerint:
| Város                                       | Tervezett fejlesztések száma / Megvalósult projekt száma (db) | Tervezett költségvetési keret / Kifizetett összeg (Ft) |
| ------------------------------------------- | ------------------------------------------------------------- | ------------------------------------------------------ |
| Modern Városok program                      | ?? / ??                                                       | 25 000 millió Ft / ???                                 |
| Békéscsaba Megyei Jogú Város Önkormányzat   | ?? / ??                                                       | 2000 millió Ft / ?? Ft                                 |
| Debrecen Megyei Jogú Város Önkormányzat     | ?? / ??                                                       | 2000 millió Ft / ?? Ft                                 |
| Eger Megyei Jogú Város Önkormányzat         | ?? / ??                                                       | 500 millió Ft / ?? Ft                                  |
| Érd Megyei Jogú Város Önkormányzat          | ?? / ??                                                       | 4000 millió Ft / ?? Ft                                 |
| Kaposvár Megyei Jogú Város Önkormányzat     | ?? / ??                                                       | 2000 millió Ft / ??                                    |
| Kecskemét Megyei Jogú Város Önkormányzat    | ?? / ??                                                       | 4000 millió Ft / ??                                    |
| Miskolc Megyei Jogú Város Önkormányzat      | ?? / ??                                                       | 500 millió Ft / ??                                     |
| Nagykanizsa Megyei Jogú Város Önkormányzat  | ?? / ??                                                       | 500 millió Ft / ??                                     |
| Nyíregyháza Megyei Jogú Város Önkormányzat  | ?? / ??                                                       | 500 millió Ft / ??                                     |
| Pécs Megyei Jogú Város Önkormányzat         |                                                               |                                                        |
| Sopron Megyei Jogú Város Önkormányzat       |                                                               |                                                        |
| Szekszárd Megyei Jogú Város Önkormányzat    |                                                               |                                                        |
| Szolnok Megyei Jogú Város Önkormányzat      |                                                               |                                                        |
| Tatabánya Megyei Jogú Város Önkormányzat    |                                                               |                                                        |
| Zalaegerszeg Megyei Jogú Város Önkormányzat |                                                               |                                                        |

## Helyszínek

### Békéscsaba
- M44-es gyorsforgalmi út
- Békéscsabai piac fejlesztése
- Munkácsy-negyed fejlesztése
- Nyomdaipari képzőközpont létrehozása
- Új, 47 hektáros ipari park kiépítése
- Sportcsarnok felújítása
- Uszoda építése
- Sportcsarnok építése
- Röplabda Akadémia kialakítása
- Energetikai program: naperőmű építése, geotermikus energiára való áttérés, intelligens közvilágítás kiépítése
- Repülőtér fejlesztése
- Hűtőház és paradicsomlé-üzem megépítése

### Debrecen
- Nagyerdei Kultúrpark fejlesztése
- Debreceni Egyetem fejlesztése
- Innovációs pláza infrastrukturális beruházása
- Debreceni főpályaudvar
- Csokonai Színház felújítása
- Nagyerdei strand felújítása
- Nemzetközi iskola létrehozása
- Déli ipari park létrehozása
- Repülőtér fejlesztése

### Dunaújváros
- Dunaújváros-Sárbogárd közötti út felújítása
- Cece-Paks közötti út felújítása
- Ipari park fejlesztése
- Intermodális központ létrehozása
- Elektromobilitási program
- Duna és a vasmű közötti terület rehabilitációja
- Szalki-sziget rehabilitációja
- Intercisa Múzeum új épületbe költözése
- Radari sporttelep fejlesztése
- Élményfürdő felújítása
- Városi Uszoda felújítása
- Zöld rendelő felújítása

### Eger
- M25-ös út építése
- Intermodális csomópont kialakítása
- Egri vár felújítása
- Nemzeti Úszó és Vízilabda Központ kialakítása
- Bárány uszoda felújítása
- Makovecz-uszoda rekonstrukciója
- Déli iparterület fejlesztése

### Érd
- Ipari park kialakítás
- Rendőrkapitányság építése
- Középiskola építése
- Általános iskola építése
- Óvoda építése
- Sportcentrum építése
- Kerékpárútrendszer építése
- Szabadidőpark kialakítása
- Batthyány Sportiskola fejlesztése

### Győr
- Xantus János Állatkert fejlesztése
- Új strandfürdő megújítása
- Győri Nemzeti Színház és környezete megújítása
- Északnyugati útgyűrű kialakítása
- Új, kétszer kétsávos Duna-híd létrehozása
- Belső keleti elkerülő út új Duna-híddal való összekötése
- Autóbusz-pályaudvart és a vasútállomást is érintő belvárosi közlekedésfejlesztés
- Sporthotel
- Új mentőállomás létrehozása
- Új parkoló kialakítása a kórháznál
- 8311-es út megújítása
- Győr és Pannonhalma közötti kerékpárút kiépítése

### Hódmezővásárhely
- Szeged–Hódmezővásárhely tram-train kialakítása
- Minőségi otthoncsere program
- 47-es út kétszer kétsávosra bővítése
- Ipari park bővítése
- Napelempark létrehozása
- Megyei agrárkamara városba költöztetése
- Kerékpárút-hálózat bővítése
- Bethlen Gábor Református Gimnázium felújítása
- Németh László Általános Iskola és Gimnázium felújítása
- Két szakközépiskola és kollégium felújítása
- Felsőfokú agrárképzés fejlesztése
- Laktanya fejlesztése
- Honvéd középiskola és kollégium létrehozása

### Kaposvár
- A várost az M7-es autópályával összekötő 67-es út gyorsforgalmi úttá bővítése
- Közlekedési központ kialakítása
- A Csiky Gergely Színház rekonstrukciója
- A kórház egykori déli tömbjének helyén felszabadult terület fejlesztése
- Volt levéltári épület felújítása
- Deseda tavi kemping fejlesztése
- Kaposvár Aréna építése
- Új versenyuszoda építése

### Kecskemét
- Távvezetékek építése
- MH 59. Szentgyörgyi Dezső Repülőbázis mellett repülőtér kialakítása
- Barényi Béla út fejlesztése
- Liszt Ferenc Zeneművészeti Egyetem kecskeméti Kodály Zoltán Zenepedagógiai Intézetének korszerűsítése
- Kada Elek középiskola elköltöztetése
- Egyetemi ipari kutatóközpont kialakítása
- Intermodális csomópont létrehozása
- Vasútállomás felújítása
- Új parkolók létrehozása
- 445-ös út, a kecskeméti északi elkerülő út továbbvezetése
- 52-es főút belterületi szakaszának négysávosítása

### Miskolc
- Miskolci Állatkert és Kultúrpark fejlesztése
- M30-as autópálya
- Miskolctapolcai strand fejlesztése
- Diósgyőri vár rekonstrukciója
- Ipari park kialakítása
- Intelligens térfigyelő kamerarendszer telepítése
- Elkerülő út megépítése
- Közlekedési csomópont megépítése

### Nagykanizsa
- Új ipari park kialakítása
- M70-es autóút kétszer kétsávosra bővítése
- Nagykanizsát elkerülő út első üteme
- Multifunkcionális sport- és rendezvénycsarnok építése
- Uszoda építése
- Városközponti létesítmény építése
- Mura-program

### Nyíregyháza
- Nyíregyházi Állatpark fejlesztése
- Új négycsillagos szálloda építése
- Múzeumfalu fejlesztése
- Új atlétikai stadion építése
- Szabadtéri színpad felújítása
- Kállay-kúria felújítása
- Új ipari park kialakítása
- Nyugati elkerülő út befejezése
- Nyíregyházától Tokajig tartó kerékpárút kialakítása
- Belterületi utak fejlesztése
- Nagykörút befejezése
- Tokaji úti átkelés megoldása
- Új autóbuszok beszerzése

### Pécs
- M60-as autópálya továbbépítése
- M6-os autópálya továbbépítése
- Pécsi Tudományegyetem fejlesztése, bővítése
- Közlekedés- és infrastruktúrafejlesztések
- Közösségi közlekedés fejlesztése
- Élményfürdő építése
- Sportközpont építése

### Salgótarján
- Négysávos elkerülő út építése
- Új buszpályaudvar és parkoló kialakítása
- Barnamezős rozsdafoltok felszámolása, ipari fejlesztések
- Új ipari park építése
- Öblösüveggyártás fejlesztése
- Energiaszolgáltatási rendszer kialakítása
- Modern oktatási lehetőségek támogatása
- Szent Lázár Megyei Kórház fejlesztése
- Sport- és rekreációs központ kialakítása
- Úszómedence építése
- Atlétikai pálya létrehozása az öblösüveggyári sportpályán
- Jégcsarnok építése

### Sopron
- M85-ös gyorsforgalmi út Csorna-Sopron és a soproni országhatár közötti szakaszának építése
- Kerékpárút-hálózat bővítése, fejlesztése
- Ipari park létrehozása
- Innovációs és technológiai centrum építése
- Belváros felújítása
- városfalak
- Lenck-villa felújítása
- Esterházy-palota felújítása
- Új utcai zsinagóga felújítása
- Zichy-Meskó-palota felújítása
- Russ-villa felújítása
- Szent Mihály-templom felújítása
- Fertő-tó és környezetének felújítása, fejlesztése
- Új uszoda építése
- Piac felújítása

### Szeged
- Szegedi Vadaspark fejlesztése
- 47-es főút négysávúsítása
- Vasúti és közúti Tisza-híd építése
- Makó felé az elővárosi közlekedés fejlesztése
- Szegedi repülőtér fejlesztése
- Ipari park fejlesztése
- Belvárosi híd rekonstrukciója
- Tisza Szeged főutcája projekt kivitelezése
- Belvárosi rakpartok felújítása
- Kerékpáros és gyalogos híd építése
- Mars téri buszpályaudvar áthelyezése, helyén tér kialakítása
- Széchenyi tér felújítása
- Uszoda építése
- Teremsportok számára alkalmas csarnok építése
- Atlétikai centrum építése

### Székesfehérvár
- Fejér Megyei Szent György Egyetemi Oktatókórház fejlesztése
- Belváros fejlesztése
- Hangversenyterem kialakítása
- Multifunkciós sport- és rendezvénycsarnok építése
- Lakásépítési program indítása
- Börgöndi repülőtér sport- és üzleti célú repülőtérré alakítása

### Szekszárd
- Új szülészeti-nőgyógyászati osztály építése a Tolna Megyei Balassa János Kórházban
- Ipari park bővítése
- Borvidék úthálózatának fejlesztése
- Közútfejlesztések
- Szakképző központ kialakítására
- Négycsillagos szálloda építése
- Dunapart kikötő átalakítása
- Gemenci kisvasút bővítése
- Interaktív kalandpark és ökocentrum
- Uszoda építése
- Rekreációs központ építése
- Új sportcsarnok építése

### Szolnok
- M4-es gyorsforgalmi út
- Ipari park fejlesztése
- Tiszaligeti fürdő fejlesztése
- Kikötő fejlesztése
- Véső utcai sporttelep fejlesztése
- Művésztelep kialakítása
- Vasúti kocsik beszerzése
- Új Tisza-hid létrehozása

### Szombathely
- Szombathely és Kőszeg közötti négysávos gyorsforgalmi út megépítése
- Szombathelyi körgyűrű teljessé alakítása
- Szombathely és Egyházasrádóc közötti négysávos út megépítése
- Multifunkcionális telephely létrehozása
- Gothard-kastély felújítása
- Schrammel-gyűjtemény elhelyezése
- Szombathelyi Képtár felújítása
- Romkert felújítása
- Buszpályaudvar átköltöztetése a vasútállomáshoz
- Fedett teniszcentrum építése
- Lovassportközpont építése
- Városi fedett uszoda családi wellnessrészleggel bővítése

### Tatabánya
- Szent Borbála Kórház fejlesztése
- Bányakórház épületének rendbetétele katolikus gimnázium részére
- József Attila Megyei és Városi Könyvtár felújítása és bővítése
- Árpád Gimnázium reálgimnáziummá alakítása
- Tiszti Kaszinó korhű felújítása, közösségi házzá alakítása
- Közlekedés korszerűsítése
- Vasútállomás fejlesztése
- Intermodális csomópont kialakítása
- Ipari park bővítése
- Uszoda építése
- Sportcsarnok építése
- Új vásárcsarnok és piac építése

### Veszprém
- Kittenberger Kálmán Növény- és Vadaspark fejlesztése
- Ipari park létrehozása
- Fejlesztési központ létrehozása
- Aranyos-völgyi tudáspark létrehozása
- Veszprémi Petőfi Színház felújítása
- Csermák Antal Zeneiskola felújítása
- Veszprém Aréna bővítése
- Új sportuszoda építése
- Atlétikai stadion fejlesztése
- Új jégcsarnok építése
- 82-es út és 8-as út összekötése
- Aranyos-völgyi völgyhíd építése
- Kerékpárút-hálózat bővítése
- Úthálózat fejlesztése

### Zalaegerszeg
- M76-os gyorsforgalmi út bővítése
- Zalaegerszeg és Vasvár közötti út létrehozása
- Mindszenty József Zarándokközpont létrehozása
- Közös vasúti és buszpályaudvar létrehozása
- Logisztikai központ és konténerterminál megépítése
- Iparvágány építése
- Járműipari tesztpálya létrehozása
- Közlekedési fejlesztések
- Városi uszoda bővítése
- Alsóerdei rekreációs központ létrehozása
- Hevesi Sándor Színház épületének felújítása
- Új mentőállomás építése
- Kerékpárutak felújítása